# Athing Mu
Athing Mu, née le 8 juin 2002 à Trenton, dans le nord-est des États-Unis, est une athlète américaine spécialiste du 400 et 800 mètres.
En 2021, à l'âge de 19 ans, elle remporte la médaille d'or du 800 mètres et celle du relais 4 × 400 mètres aux Jeux olympiques de Tokyo. En 2022 à Eugene, elle est sacrée championne du monde du 800 m.

## Biographie
Athing Mu est issue d’une famille soudanaise immigrée aux États-Unis au début des années 2000. Elle est l'avant-dernière d'une fratrie de 7 enfants et la première de celle-ci à être née en Amérique. Elle est chrétienne.
Elle se fait connaître en 2019, alors qu’elle vient d’avoir 17 ans, grâce à sa victoire sur 800 m aux Championnats panaméricains juniors en 2 min 05 s 50. En 2020, elle quitte la Côte est pour le Texas où l’université A&M lui propose une bourse sportive pour intégrer l’équipe des Aggies de Texas A&M,.

### Records en salle (hiver 2021)
Le 6 février 2021, à College Station, dans le stade de son université, elle bat le record du monde junior en salle du 400 mètres, en 50 s 52. 21 jours plus tard, lors des Southeastern Conference Championships à Fayetteville, c'est le record du monde junior en salle du 800 m – que s'était approprié 27 jours plus tôt Keely Hodgkinson – qu’elle fait tomber avec un temps de 1 min 58 s 40,. Elle n’a que 18 ans, elle aura donc le loisir, jusqu’à ses 20 ans, de battre à nouveau ces deux records juniors. Toutefois, elle n’est pas encore en mesure d’inquiéter les meilleures seniors : toutes catégories d’âge confondues, elle n’est que la 20e meilleure performeuse sur 800 m en salle.
Mais, avec ses longues jambes et ses foulées déliées, la Texane progresse vite. Elle entame la saison estivale en remportant, le 13 juin, le 400 m des championnats nationaux universitaires en 49 s 57, record de la NCAA. Avec ce nouveau record personnel, elle peut commencer à rivaliser avec les meilleures seniors, elle est la 3e américaine sur le circuit derrière Allyson Felix (49 s 26) et Shakima Wimbley, la 8e sur le plan mondial. Mais c’est surtout sur 800 m qu’elle entend briller.
En début juin, après un an passé à l’université A&M, elle annonce sa décision d’arrêter ses études. Elle devient athlète professionnelle, rémunérée par la firme Nike. À l’occasion de son départ, son ex-entraîneur, Pat Henry, qui a 48 ans d’expérience, déclare au journal de la faculté qu’« elle est la meilleure athlète féminine qu'il ait jamais vue sur la piste. »

### Médailles d’or à Tokyo (été 2021)
Le 27 juin, aux sélections olympiques américaines à Eugene, elle s'impose sur 800 m, en 1 min 56 s 07, un chrono qui frappe les esprits, puisqu’il fera d’elle un mois plus tard la favorite de l’épreuve aux jeux de Tokyo. En effet c’est la meilleure performance de l’année et ça sera aussi, en l'absence d'Ajeé Wilson, le meilleur des records personnels des 8 finalistes. Sa tactique de course commence à être rodée, elle est spectaculaire, à la fois simple et délicate à mettre en œuvre : faire toute la course en tête. Encore faut-il ne pas partir trop vite pour ne pas s’effondrer avant la fin. Mais c’est un écueil qu’elle sait éviter, sa foulée ample et aérienne est désespérément régulière et meurtrière pour ses adversaires.
C’est donc logiquement qu'elle remporte, le 3 août 2021, à l'âge de 19 ans et 2 mois, lors des Jeux olympiques de Tokyo, la médaille d'or du 800 m avec un temps de 1 min 55 s 21, devançant la Britannique Kelly Hodgkinson (1 min 55 s 88) et sa compatriote Raevyn Rogers,. Elle bat ainsi de 40 centièmes le record des Etats-Unis d’Ajeé Wilson. En deux ans, malgré le contexte sanitaire défavorable, elle aura progressé de plus de 10 secondes.
La médaillée d’argent, Keely Hodgkinson, a tout comme elle moins de vingt ans (elle est de 4 mois et 5 jours sa cadette). Ainsi, pour la première fois dans l’histoire de l’athlétisme féminin, ce sont 2 juniors qui sont en haut d’un podium olympique.
Et 4 jours plus tard, elle décroche une deuxième médaille d’or en remportant le relais 4 × 400 mètres aux côtés de Sydney McLaughlin, Allyson Felix et Dalilah Muhammad. En 3 min 16 s 85, l'équipe américaine devance largement celle de la Pologne et celle de la Jamaïque et signe la cinquième meilleure performance de l'histoire. C’est Athing Mu qui est la plus rapide des 4 relayeuses (48 s 32) devant Dalilah Muhammad (48 s 94), Allyson Felix (49 s 30) et Sydney McLaughlin (50 s 20).
Le dernier rendez-vous de l’année pour Athing Mu est sa première participation, le 21 août, à un meeting de la ligue de diamant. Il a lieu à Eugene, dans l’Oregon et elle brille une fois de plus sur 800 m en battant à nouveau son record dans le temps de 1 min 55 s 04,. Elle devient la plus rapide des spécialistes du 800 m en activité, toutes catégories d’âges confondues (si on excepte Caster Semenya, suspendue).

### Championne du monde (2022)

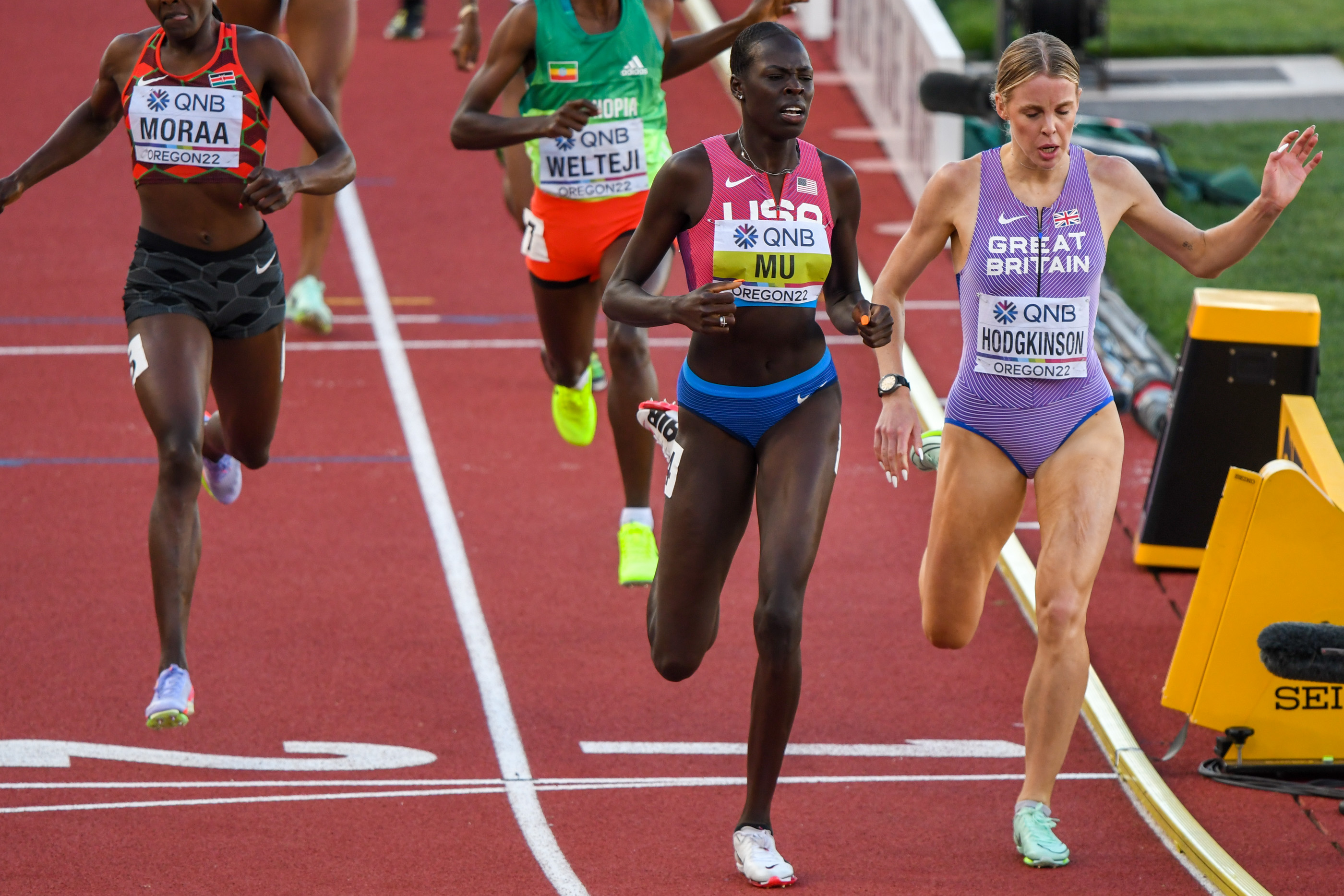
Athing Mu lors des championnats du monde 2022.

Le 9 juin 2022, au cours du meeting Golden Gala à Rome, Athing Mu remporte le 800 m dans le temps de 1 min 57 s 01. Elle conserve par la suite son titre aux championnats des États-Unis à Eugene, en 1 min 57 s 16.
Le 24 juillet 2022, aux championnats du monde à Eugene, elle décroche la médaille d'or du 800 m en établissant la meilleure performance mondiale de l'année en 1 min 56 s 30 après avoir résisté au retour de Keely Hodgkinson et de la Kényane Mary Moraa.
En juillet 2023, aux championnats des États-Unis, Mu s’essaie aux 1500m, elle se classe deuxième.
En août 2023, aux Championnats du monde de Budapest, en Hongrie, Mu reprend le 800 mètres avec un déficit d’entrainement et ne peut faire mieux que troisième en 1 min 56 s 61, elle est surclassée par Mary Moraa (1 min 56 s 03) et Keely Hodgkinson. En septembre, elle prend sa revanche sur ces dernières en remportant la Ligue de diamant 2023 au meeting Prefontaine Classic de Eugene en 1 min 54 s 97, nouveau record des États-Unis. Elle devient la 8e coureuse de 800 m la plus rapide de l’histoire de cette discipline.

### Absence aux J.O. de 2024 à Paris
En 2024, après une interruption de neufs mois due à une blessure aux ischio-jambiers, Athing Mu reprend la compétition. Le 25 juin, elle se présente aux Sélections olympiques américaines. Au cours de la finale du 800 m, lors d’une bousculade dans un peloton très compact, elle trébuche et elle tombe. Elle dépose un recours mais il est rejeté. Elle n'est donc pas qualifiée pour les Jeux olympiques de Paris du mois d’août.

## Palmarès

### International
| Année | Compétition                        | Lieu             | Résultat | Épreuve   | Temps         |
| ----- | ---------------------------------- | ---------------- | -------- | --------- | ------------- |
| 2018  | Jeux olympiques de la jeunesse     | Buenos Aires     | 2e       | 800 m     | 4 min 13 s 24 |
| 2019  | Championnats panaméricains juniors | San José         | 1re      | 800 m     | 2 min 05 s 50 |
| 2021  | Jeux olympiques                    | Tokyo            | 1re      | 800 m     | 1 min 55 s 21 |
| 2021  | Jeux olympiques                    | Tokyo            | 1re      | 4 x 400 m | 3 min 16 s 85 |
| 2022  | Championnats du monde              | Eugene           | 1re      | 800 m     | 1 min 56 s 30 |
| 2023  | Championnats du monde              | Budapest         | 3e       | 800 m     | 1 min 59 s 61 |
| 2023  | Ligue de diamant                   | Ligue de diamant | 1re      | 800 m     | 1 min 54 s 97 |

### National
- Championnats des États-Unis d'athlétisme
  - vainqueur du 800 m en 2021 et 2022
- Championnats des États-Unis d'athlétisme en salle
  - vainqueur du 800 m en 2019

## Records
| Épreuve      | Temps              | Lieu            | Date              |
| En plein air | En plein air       | En plein air    | En plein air      |
| ------------ | ------------------ | --------------- | ----------------- |
| 400 m        | 49 s 57            | Eugene          | 12 juin 2021      |
| 800 m        | 1 min 54 s 97 (NR) | Eugene          | 17 septembre 2023 |
| 1 500 m      | 4 min 3 s 44       | Eugene          | 8 juillet 2023    |
| En salle     |                    |                 |                   |
| 400 m        | 50 s 52            | College Station | 6 février 2021    |
| 800 m        | 1 min 58 s 40      | Fayetteville    | 27 février 2021   |